# Калинич (Плетерниця)
45°18′ пн. ш. 17°53′ сх. д. / 45.30° пн. ш. 17.88° сх. д.
Калинич (хорв. Kalinić) — населений пункт у Хорватії, у Пожезько-Славонській жупанії у складі міста Плетерниця.

## Населення
Населення за даними перепису 2011 року становило 59 осіб.
Динаміка чисельності населення поселення:

## Клімат
Середня річна температура становить 10,70 °C, середня максимальна – 24,82 °C, а середня мінімальна – -5,85 °C. Середня річна кількість опадів – 807 мм.
| Клімат поселення                              | Клімат поселення | Клімат поселення | Клімат поселення | Клімат поселення | Клімат поселення | Клімат поселення | Клімат поселення | Клімат поселення | Клімат поселення | Клімат поселення | Клімат поселення | Клімат поселення | Клімат поселення |
| Показник                                      | Січ.             | Лют.             | Бер.             | Квіт.            | Трав.            | Черв.            | Лип.             | Серп.            | Вер.             | Жовт.            | Лист.            | Груд.            |                  |
| Середній максимум, °C                         | 6,23             | 7,88             | 12,26            | 16,79            | 21,80            | 24,82            | 24,41            | 23,90            | 19,83            | 14,60            | 8,97             | 4,94             |                  |
| Середня температура, °C                       | 0,19             | 1,83             | 6,21             | 10,74            | 15,77            | 18,79            | 20,79            | 20,28            | 16,20            | 10,96            | 5,33             | 1,32             |                  |
| Середній мінімум, °C                          | −5,85            | −4,21            | 0,18             | 4,71             | 9,72             | 12,76            | 17,15            | 16,64            | 12,57            | 7,32             | 1,72             | −2,32            |                  |
| Норма опадів, мм                              | 50               | 50               | 49               | 62               | 75               | 102              | 72               | 69               | 59               | 72               | 81               | 66               |                  |
| Середньомісячна швидкість вітру, м/с          | 2.00             | 2.26             | 2.53             | 2.46             | 2.19             | 2.02             | 1.97             | 1.84             | 1.85             | 1.90             | 2.00             | 2.06             |                  |
| Середньомісячна сонячна радіація, кДж/м²·день | 4333             | 7061             | 10899            | 15214            | 19180            | 21138            | 22155            | 20228            | 14874            | 9281             | 4922             | 3654             |                  |
| --------------------------------------------- | ---------------- | ---------------- | ---------------- | ---------------- | ---------------- | ---------------- | ---------------- | ---------------- | ---------------- | ---------------- | ---------------- | ---------------- | ---------------- |
| Джерело:                                      |                  |                  |                  |                  |                  |                  |                  |                  |                  |                  |                  |                  |                  |